# Campillo de Aranda
Campillo de Aranda – gmina w Hiszpanii, w prowincji Burgos, w Kastylii i León, o powierzchni 23,92 km². W 2011 roku gmina liczyła 181 mieszkańców.